# Cañadas de Obregón
Cañadas de Obregón là một đô thị thuộc bang Jalisco, México. Năm 2005, dân số của đô thị này là 3978 người.